# 三星重工
三星重工（：／）总部位于韩国首尔，是三星集团的一个子公司，是世界及大韩民国三大造船企業（現代重工、大宇造船海洋及三星重工）之一。
三星重工在韩国的造船厂是世界上最大的造船厂之一，每年生产10艘舰船并接收30个造船订单。三星重工在中国的浙江宁波和山东荣成设有分厂。
2021年7月29日,三星重工陸續交付給長榮海運三到四艘2.4萬TEU巨輪長榮A級貨櫃船。